# Isidre Ballester i Tormo
Isidre Ballester i Tormo (Nerpio, província d'Albacete, 12 d'agost de 1876 - València, 13 d'agost de 1950) fou un arqueòleg i advocat valencià. Nasqué a Albacete per la professió de notari de son pare, però la seua família era originària de la Vall d'Albaida, on hi fou dirigent del Partit Conservador, però la seua vocació fou l'arqueologia. Entre 1906 i 1928 dirigí les excavacions de La Covalta, a la Serra del Benicadell, a càrrec del Servei d'Investigació Prehistòrica de la Diputació de València i el 1927 va promoure la fundació del Museu de Prehistòria de València. També va fundar la revista Archivo de Prehistoria Levantina. Degut al seu prestigi, el 1937 fou nomenat cap de la secció d'arqueologia de l'Institut d'Estudis Valencians. En acabar la guerra civil espanyola va romandre a l'interior i el 1948 fou nomenat vocal de la Institució Alfons el Magnànim.